# Onthophagus versutus
Onthophagus versutus es una especie de insecto del género Onthophagus, familia Scarabaeidae, orden Coleoptera.
Fue descrita científicamente por Péringuey en 1901.